# 古屋亨
古屋 亨（ふるや とおる、1909年1月6日 - 1991年6月20日）は、日本の内務・警察官僚、弁護士、政治家。衆議院議員、自治大臣兼国家公安委員会委員長。正三位勲一等旭日大綬章。
衆議院議員の古屋圭司は養子（血縁上では甥）。皇室ジャーナリストの渡辺みどりは嫡出でない子で、1991年に認知訴訟により認知された。

## 来歴・人物
現在の岐阜県恵那市出身。戦前の立憲民政党所属代議士・古屋慶隆の長男。数学者・古屋茂は弟。愛知一中に一時在籍し、府立一中、一高を経て、1932年に東京帝国大学法学部法律学科卒業。1934年、同政治学科卒業。同年、内務省入省。山梨県属。
岩手県警察部特別高等課長、長崎県警察部経済保安課長などを経て、戦後は警視庁保安部長、保安少年部長、さらに闇市の取締りにあたる経済警察部長を経て、総務部長を歴任。1951年、不正入出国に関する件でで衆議院行政監察特別委員会に証人喚問された。1954年、警視監、同年6月29日、警視総監代理を務めた。1955年、内閣総理大臣官房調査室長に就任。1957年8月に内閣官房内閣調査室に改組され、初代室長に着いた。1962年に総理府総務副長官につき、1966年に退官、弁護士となる。
1967年1月の第31回衆議院議員総選挙・旧岐阜2区に、引退する纐纈弥三の地盤を受けて立候補し初当選。以後、自治政務次官などを務める。川島派→椎名派を経て中川派から中川一郎会長死去後に福田派へ移籍し1984年から1985年まで自治大臣兼国家公安委員会委員長を務めた。
1989年9月27日、地盤を甥の古屋圭司に譲ることを決める。1990年1月24日の衆議院解散とともに政界を引退。
1991年6月20日、死去。82歳没。